# 馬格拉 (加利福尼亞州)
馬格拉（英語：Magra）是位於美國加利福尼亞州普萊瑟縣的一個非建制地區。該地的面積和人口皆未知。

## 地理
馬格拉的座標為39°08′57″N 120°53′48″W / 39.14917°N 120.89667°W，而該地的平均海拔高度為880米（即2887英尺）。